# I Royals
I Royals sono stati un gruppo musicale italiano appartenente alla scena del Bacchiglionebeat di Padova, che fu parte della musica beat italiana degli anni sessanta.

## Storia

### 1966: Origini
I Royals si formarono nel 1966 con una band composta da Gabriele Zambon, i fratelli Enrico e Franco Carbucicchio, Silvano Gaffarelli e Amleto Zennaro. Nello stesso anno presero contatto con la RCA Italiana che inizialmente voleva fargli incidere il brano Dite a Laura che l'amo (RCA Italiana, 1967) da una cover di Tell Laura I Love Her di Ricky Valance, che fu poi affidata affidato a Michele,
Nello stesso anno incontrarono Corrado Bacchelli, già produttore de I Nomadi, che li scritturò con La Voce del Padrone producendo il singolo Una porta chiusa/La nostra vita (La Voce Del Padrone, 1966), e procacciando loro numerosi concerti in tutta Italia, con una data anche al Piper Club di Roma. Se il brano del lato A fu eseguito sul bordo di una piscina in una sequenza dell'episodio Totò ciak nella serie televisiva Tutto Totò diretta da Daniele D'Anza, del 1967, distribuito poco dopo la morte dell'attore, il lato B del singolo fu inserito nella compilazione della Columbia intitolata Special for Teens N. 2, che vedeva, oltre a I Royals e I Nomadi, band internazionali come The Beach Boys, The Dave Clark Five, Manfred Mann, Gerry and the Pacemakers e altri.

### 1967-1968: L'apice della carriera e poi il declino
Nel 1967, sempre per La Voce del Padrone uscì un nuovo singolo intitolato Io non saprò/Oggi, ieri, domani. Il titolo del lato B era un brano originariamente destinata a Cher e al Festival di Sanremo.
Nel 1968 I Royals passarono alla EMI producendo il singolo contenente la cover di Mrs. Robinson del duo Simon & Garfunkel, con testo tradotto da Francesco Guccini. Il lato B vedeva poi Le stelle dal cielo con la partecipazione di Maurizio Vandelli alle percussioni e al pianoforte. Fu di questi anni il sodalizio con la Innocenti, che li fece partecipare a diversi Caroselli dell'azienda, per poi registrare dei jingle pubblicitari per lo scooter Lambretta della Innocenti.
Con il 1968 però, il beat cedette il passo ad altre forme musicali, e I Royals, assieme a tutta la scena del bitt italiano caddero gradualmente in declino sciogliendosi di li a breve.

### 2009: Il post Royals e la reunion
Nel 1996 l'etichetta bolognese On Sale Music ripubblicò i loro brani nel volume 4 della serie di compilazioni Magic Bitpop, un CD commemorativo del Bacchiglionebeat intitolato appunto Magic Bitpop Vol. 4 - Bacchiglione Beat!. Altre raccolte che racchiusero loro brani furono poi Roma Raveup (Wildworld Volume 3) (Wildworld, 2002) e  Radio Birikina - '60 Christmas (Luna Records, 2007), mentre la DeAgostini li inserì nel loro CD del 2003 dedicato al beat italiano intitolato Scoperte alla radio.
Nel 2009 la Tommy Record ristampò diverso materiale del Bacchiglionebeat padovano, riproponendo un greatest hits de I Royals intitolato I singoli, che raccoglie le canzoni dei 45 giri insieme ad alcuni inediti. Negli stessi anni la band si riunì realizzando diversi concerti nei locali del Veneto.

## Formazione
- Enrico Carbucicchio
- Franco Carbucicchio
- Gabriele Zambon
- Silvano Gaffarelli
- Amleto Zennaro.

## Discografia

### Raccolte
- 2009 - I singoli (Tommy Record, CDA11)

### Singoli
- 1966 - Una porta chiusa/La nostra vita (La Voce del Padrone, mq 2035)
- 1967 - Io non saprò/Ieri, oggi, domani (La Voce del Padrone, mq 2089)
- 1968 - Mrs. Robinson/Le stelle del cielo (La Voce del Padrone, mq 2143)

### Partecipazioni
- 1966 - AA.VV. Untitled - con il brano Una Porta Chiusa (La Voce del Padrone, PE 102)
- 1967 - AA.VV. Various - Special For Teens N. 2 - con il brano La Nostra Vita (Columbia, CPSQ 514)
- 1996 - AA.VV. Magic Bitpop Vol. 4 - Bacchiglione Beat! - con tutti i brani dei 7" (On Sale Music, 52 OSM 013)
- 2002 - AA.VV. Roma Raveup (Wildworld Volume 3) - con i brani Una Porta Chiusa e La Nostra Vita (Wildworld, 003)
- 2003 - AA.VV. Scoperte alla radio - con il brano Mrs. Robinson (DeAgostini, BAN07-2)
- 2007 - AA.VV. Radio Birikina - '60 Christmas  - con il brano Una Porta Chiusa (Luna Records, LUN 030-2)